# Art des steppes

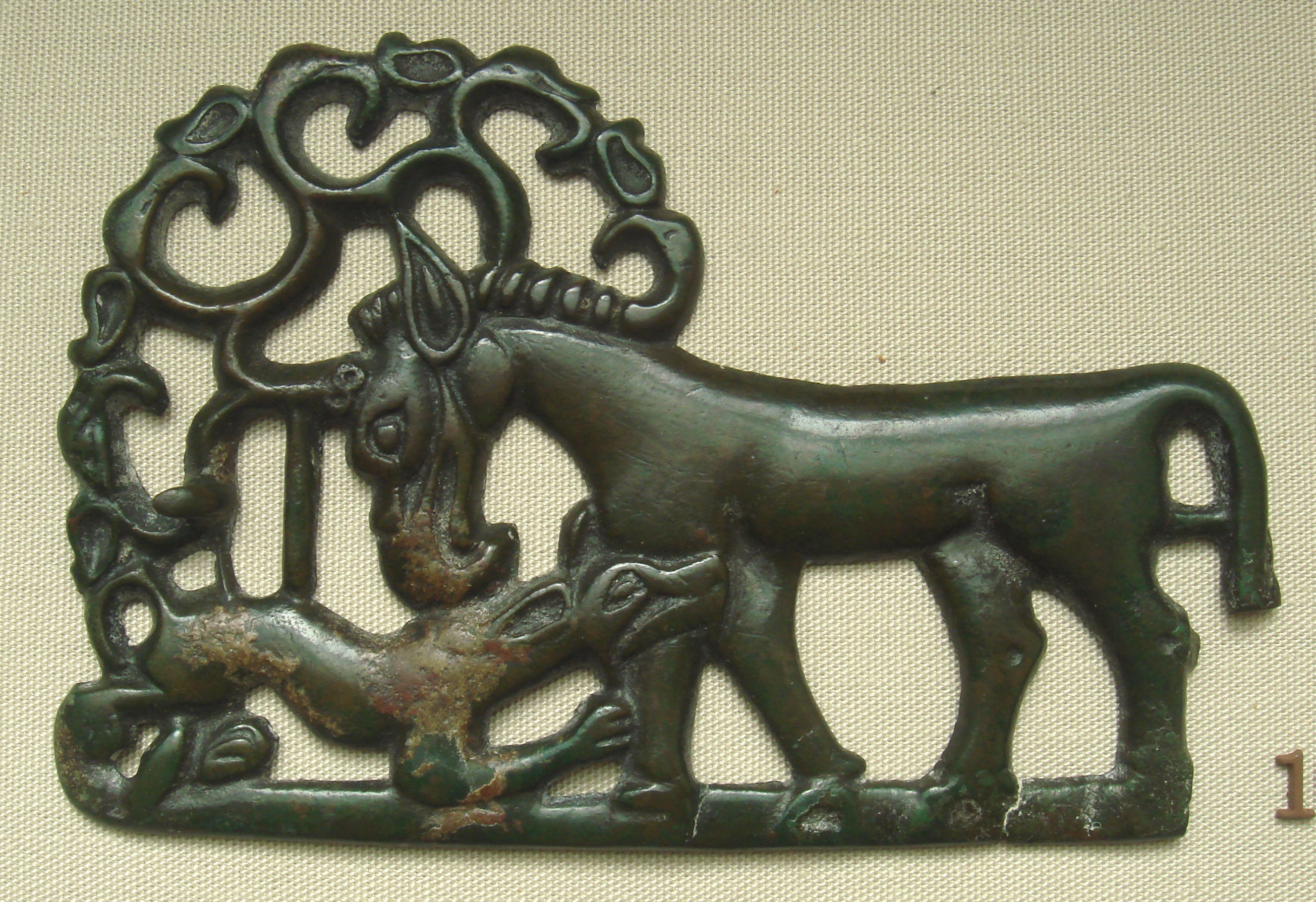
Cheval attaqué par un tigre, art de la culture de l'Ordos,

L'art des steppes est un art essentiellement composé d'objets d'art comme la joaillerie, la décoration des armes et l'équipement du cavalier, dont les éléments du harnachement des chevaux. Ces objets d'art ont été produits par les peuples nomades ou semi-nomades, depuis l'Ukraine et la Russie moderne au nord de la mer Noire jusqu'au nord de la Chine en passant par l'Asie centrale, le sud de la Sibérie et la Mongolie. Ces populations étaient très nombreuses : Scythes, Xiongnu, Sakas, Yuezhi, Parthes, Kuchans, Sassanides, Sogdiens, Göktürk (Tujue), Khitans (Qidan) et Jürchens (Nüzhen, 女真, ou Mandchous) et enfin Mongols.
L'art assyrien a influencé l'art des steppes et a été influencé réciproquement. Les peuples nomades représentent de nombreuses scènes de chasse et de combat entre animaux. Le thème du fauve, un félin ou un ours se jetant sur sa proie, est très fréquent. Des scènes quotidiennes d'élevage des chevaux et des moutons sont également représentées. L'art assyrien a apporté le goût du réalisme et du naturalisme à ces peuplades, qui s'est ensuite transmis dans toute l'Eurasie, et notamment aux peuples germaniques et asiatiques. La Chine a par exemple reçu un important apport de réalisme dû à l'art des steppes au cours des divers contacts et invasions.

## Un art décoratif

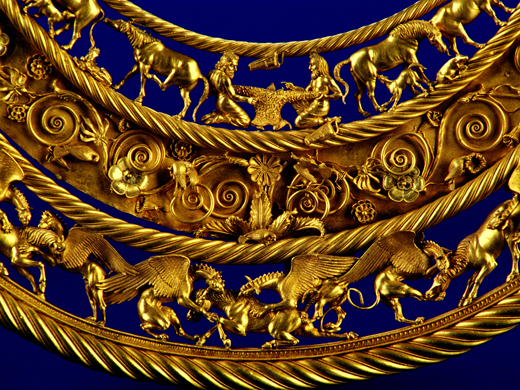
Pectoral ou pendentif scythe en or du kourgane royal dit de Tovsta Mohyla, Pokrov, Russie, daté de la seconde moitié du

Les peuples des steppes étaient des peuples de cavaliers, souvent nomades ; ils ne pouvaient s’encombrer d’objets volumineux. L’art des steppes, découvert dans les tombes, est donc surtout décoratif, avec en abondance un bestiaire réel ou imaginaire. Les fouilles ont permis de savoir que ces peuples utilisaient le métal, le bois, le feutre et qu’ils avaient recours au tatouage. Par ailleurs la steppe est aussi le lieu où se rencontrent d'innombrables pétroglyphes, dont le relevé, dans l'Altaï, permet de percevoir toute la richesse. Le motif du cerf, des femelles élan, motifs récurrents, si ce n'est clairement majoritaires sur ces pétroglyphes, permet de penser à une tradition de mythes liés aux rivières et à la régénération, laquelle est associée à l'Est.
Une étude publiée en 2017 démontre que ces populations consommaient beaucoup de végétaux, mais aussi que la culture du millet qu'elles pratiquaient s'est répandue dans les steppes de la Chine jusqu'à l'Europe au cours des IIIe-IIe millénaires, contrairement aux idées reçues qui ne les percevaient qu'en tant que populations d'éleveurs nomades.
Plus tard, entre les IIIe siècle av. J.-C. et IIe siècle apr. J.-C., les Xiongnu, connus en tant que nomades des steppes d'Asie orientale, ont disposé de lieux de vie sédentaire où ils s'adonnaient à l'agriculture, pour une part, comme l'a démontré le site de Boroo Gol, en Mongolie, à 120 km au nord d'Oulan-Bator et à 25 km de la nécropole de Noin Ula (en), la plus riche et la plus célèbre nécropole de Mongolie.
Les animaux, souvent représentés et plus ou moins stylisés ont donné ses traits caractéristiques à ce style animalier, où les jeux de courbes manifestent l'énergie de ces corps, leur puissance voire leur caractère sacré. Les nomades respectent et portent une grande attention aux animaux car ces derniers leur permettent de survivre, de se déplacer, de se vêtir. Ils étaient même considérés comme supérieurs à l’homme, car ils possèdent des capacités que l’homme n’a pas : le flair, l’instinct…

#### Origines
- Culture de Sredny Stog, v. 4500-3500 av. J.-C.
- Culture de Botaï, v. 3700 et 3100 av. J.-C. (plus ancienne domestication du cheval attestée)
- Culture de Yamna, v. 3500-2300 av. J.-C. (apparition des stèles anthropomorphes et des kourganes, et possibles locuteurs de l’indo-européen commun)
- Culture des catacombes, v. 2800-2200 av. J.-C.
- Culture de Sintachta, v. 2100-1800 av. J.-C. (apparition du char de combat léger, avec les premières roues à rayons, et de l'arc composite)
- Culture d'Andronovo, v. IIe millénaire av. J.-C.
- Culture Sroubna, v. XVIIe - XIIe av. J.-C.
- Cultures de Seima-Turbino v. 1500 av. J.-C
- Tianshanbeilu, vers 2000-1550 av. J.-C.
- Culture de Xiajiadian inférieur, vers 2000 à 1400 av. J.-C.
- Culture de Zhukaigou, v. 2000-1400, sur le plateau d'Ordos, Mongolie-Intérieure
- Culture du Karassouk, vers 1200-700 av. J.-C. (développement de l'art animalier des steppes)

#### Apogée
- Empire nomade
- Scythes, VIIe siècle av. J.-C. - IIe siècle apr. J.-C.
- Sarmates, IVe siècle av. J.-C. - IVe siècle apr. J.-C.
- Culture de l'Ordos, VIe siècle av. J.-C. - IIe siècle apr. J.-C.
- Huns et successeurs , IVe siècle av. J.-C. - VIe siècle apr. J.-C.
- Xiongnu, IIIe siècle av. J.-C. - Ier siècle apr. J.-C.
- Xianbei, IIe siècle apr. J.-C. - IIIe siècle apr. J.-C.

#### Traits culturels
- Kourgane, IVe millénaire av. J.-C. - VIIe siècle apr. J.-C.
- Stèle anthropomorphe, IVe millénaire av. J.-C. jusqu'au début du Moyen Âge
- Pierres à cerfs, fin du IIe millénaire - début du Ier millénaire av. J.-C.
- Boucle dorée de Saksanokhur (en)